# Dialeurodicus silvestrii
Dialeurodicus silvestrii is een halfvleugelig insect uit de familie witte vliegen (Aleyrodidae), onderfamilie Aleurodicinae.
De wetenschappelijke naam van deze soort is voor het eerst geldig gepubliceerd door Leonardi in 1910.